# Hanna Dąbrowska-Certa
Hanna Dąbrowska-Certa (ur. 1978) – polska malarka, ikonografka i wykładowca w Studium Chrześcijańskiego Wschodu w Warszawie, autorka m.in. Krzyża Paschalnego w Świątyni Opatrzności Bożej w Warszawie.

## Działalność artystyczna

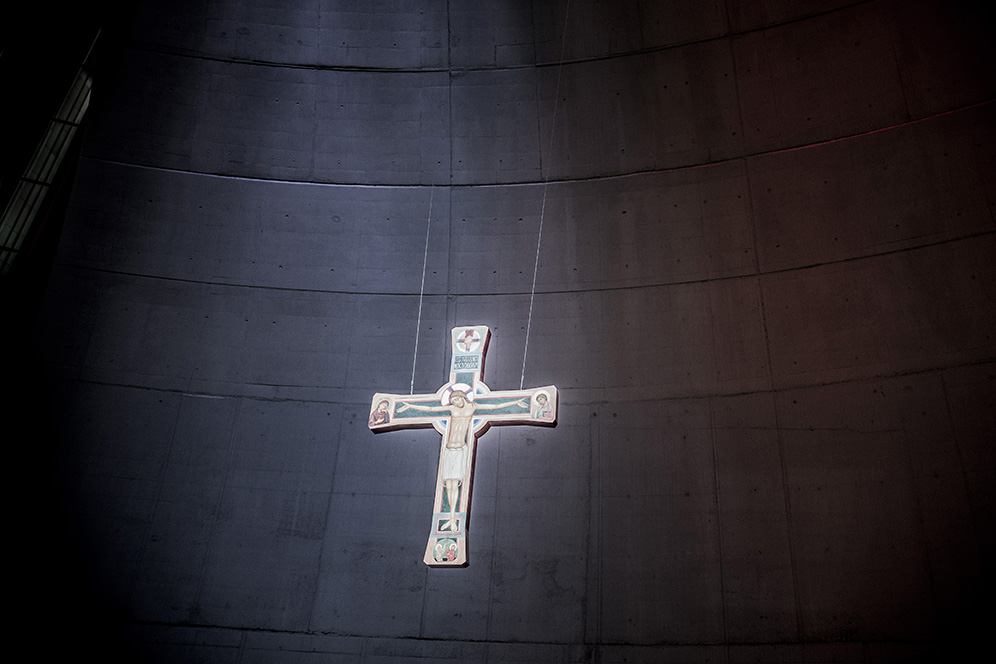
Krzyż Paschalny w górnym kościele Świątyni Opatrzności Bożej w 2016 r. (powiększona kopia oryginału znajdującego się w Panteonie Wielkich Polaków w dolnej kondygnacji)

Rozpoczęła działalność artystyczną około 2000 r. Po ukończeniu Akademii Sztuk Pięknych w Warszawie, w 2003 r. razem z dwiema innymi absolwentkami (Joanną Jarząbek i Agnieszką Kicińską, jako grupa artystyczna Trójka Murarska) stworzyła mozaikowy ornament okalający cerkiew św. Mikołaja w Radomiu. Pracowały nad tym z własnej inicjatywy, przez około 1,5 miesiąca.
W 2004 r. rozpoczęła naukę ikonopisania w nowo utworzonym Studium Chrześcijańskiego Wschodu przy dominikańskim klasztorze na Służewie w Warszawie, a później sama zaczęła prowadzić tam warsztaty.
Na prośbę dominikanów, w 2009 r. napisała ikonę powołaniową św. Dominika, przed którą modlą się uczestnicy rekolekcji powołaniowych tego zakonu w różnych miastach (np. Poznań, Katowice, Rzeszów). Na uroczystość beatyfikacji Matki Elżbiety Róży Czackiej namalowała jej ikonę.
W 2011 r., podczas budowy warszawskiej Świątyni Opatrzności Bożej wygrała konkurs na projekt krzyża ołtarzowego. Jest to jedyny w swoim rodzaju Krzyż Paschalny, będący dwustronną ikoną, oparty na pomyśle ks. prof. dr hab. Michała Janochy, zainspirowanym unikalną tradycją polskich Łemków. Stał się on z czasem rozpoznawalnym symbolem tej świątyni. Na stronie internetowej Centrum Opatrzności Bożej opisano go następująco: „Po jednej stronie widzimy Chrystusa cierpiącego, oddającego swoje życie. Po drugiej objawia się nam Chrystus w szatach arcykapłańskich składający ofiarę”. W filmie o Krzyżu Paschalnym ks. Piotr Celejewski, stwierdził: "my w krzyżu nie adorujemy cierpienia, ale miłość, [...] miłość bez granic". Ks. Tadeusz Aleksandrowicz (kustosz Sanktuarium) podkreślił, że ukrzyżowanie Pana Jezusa nie jest celem, tylko przejściem do zmartwychwstania, więc ten dwustronny krzyż przypomina nam o przejściu ze śmierci do życia z Panem Bogiem. Sama autorka dodała m.in. że krzyż ten obrazuje nie tylko Jezusa, lecz całą Trójcę Świętą, gdyż ręka nad Jego głową symbolizuje Boga Ojca, zaś światło i kolor – będące istotą malarstwa – to przymioty Ducha Świętego. Oryginał Krzyża Paschalnego znajduje się w Panteonie Wielkich Polaków, czyli dolnej kondygnacji świątyni, zaś w górnej kondygnacji jego powiększona kopia jest krzyżem ołtarzowym. Inna kopia służy jako krzyż procesyjny podczas pielgrzymek.
Na uroczystości stulecia istnienia zakonu paulistów i całej Rodziny Świętego Pawła w 2014 r. zaprojektowała i wykonała Krzyż Św. Pawła o bogatej symbolice.
Przez wiele lat współpracowała z parafią pw. św. Franciszka z Asyżu w Warszawie-Nowodworach. Zaprojektowała i wykonała tam krzyż ołtarzowy z San Damiano, stacje Drogi Krzyżowej oraz witraże, pokazujące sceny z życia tego świętego. Niezrealizowany projekt polichromii w prezbiterium tego kościoła wspomniano jako inny przykład projektu monumentalnego i zilustrowano w książce o sztuce Jerzego Nowosielskiego.
Jej dzieła znajdują się także w innych kościołach, np. krzyż ołtarzowy w kościele parafialnym w Sobikowie koło Góry Kalwarii, ikona św. Dominika w kościele ojców dominikanów pod jego wezwaniem w Szczecinie.
Dzięki wsparciu Fundacji Dobry Grunt, w latach 2020-2021 stworzyła dla Sekcji Rodzin Klubu Inteligencji Katolickiej w Warszawie ikony tryptyku Świętej Rodziny, a potem cykl ikon dla Wyższego Metropolitalnego Seminarium Duchownego św. Jana Chrzciciela w Warszawie. 
W książce Renaty Rogozińskiej pt. Ikona w sztuce XX wieku zacytowano jej słowa (pochodzące z jej tekstu Od ikony do abstrakcji):  
Zrozumienie prawideł, jakie rządzą warsztatem artysty, pozwala się zdystansować od siebie jako ośrodka indywidualnej ekspresji, skupić się nie na tym «jak», ale «co zrobić». Warsztat, tak jak kanon, uwalnia, nie zniewala. [...] Poprzez sztukę ornamentacyjną – wyjaśnia – próbuję zarejestrować ślad przebłysku nieziemskiej światłości, zjawiający się na ścianie w momencie uchylania się okna [...].
Brała czynny udział w wystawach, a także w konferencji naukowej pamięci dr Iriny Tatarowej „Sens ikony. Sens świata” na Uniwersytecie Warszawskim w maju 2022 r. (wykład z Mateuszem Środoniem, pt. „O malowaniu ikon. Doświadczenie artysty”).
Swoją twórczością wspiera również pomoc charytatywną, np. aukcję ikon (z polsko-ukraińskiego pleneru) na rzecz dzieci poległych ukraińskich żołnierzy, zorganizowaną przez warszawski Klub Inteligencji Katolickiej i Fundację Dobry Grunt.

## Życie prywatne
Jest mężatką, ma jedno dziecko. Jej ojciec, Marek Dąbrowski, był montażystą filmowym i dyrektorem Wytwórni Filmów Fabularnych we Wrocławiu, a także fotografem. Jego babcia, matka oraz siostra (Lucyna Smok) były malarkami.